# Tullgrenella corrugata
Tullgrenella corrugata är en spindelart som beskrevs av Galiano 1981. Tullgrenella corrugata ingår i släktet Tullgrenella och familjen hoppspindlar. Inga underarter finns listade i Catalogue of Life.